# Resolutie 521 Veiligheidsraad Verenigde Naties
Resolutie 521 van de Veiligheidsraad van de Verenigde Naties werd op 19 september 1982 unaniem aangenomen.

## Achtergrond
In de zomer van 1982 was de Libanese hoofdstad Beiroet het toneel van een oorlog tussen Israël en de Palestijnse Bevrijdingsorganisatie. In augustus kwam een akkoord tot stand, waarbij die laatste Libanon zou verlaten. Midden september werd de aankomende Libanese president Bashir Gemayel vermoord. De dag daarop bezette Israël West-Beiroet. Zij lieten strijders van de Libanese Christelijke Militie, een bondgenoot van Israël en de militie van Gemayels partij, binnen in het Palestijnse vluchtelingenkamp Sabra en Shatila, waar ze uit wraak een bloedbad aanrichtten. Daarbij kwamen naar schatting 700 tot 3500 mensen om het leven.

## Inhoud
De Veiligheidsraad:
- Is ontzet door de slachting van Palestijnse burgers in Beiroet.
- Heeft het verslag van de secretaris-generaal gehoord.
- Merkt op dat Libanon ermee instemt om VN-waarnemers te sturen naar de ergst getroffen plaatsen in die stad.

1. Veroordeelt de misdadige slachting.
2. Herbevestigt nogmaals de resoluties 512 en 513 die opriepen tot respect voor de rechten van de bevolking.
3. Machtigt de secretaris-generaal het aantal VN-waarnemers onmiddellijk van tien naar vijftig te verhogen.
4. Vraagt de secretaris-generaal om, in samenspraak met Libanon, de waarnemers snel in te zetten ter bescherming van de bevolking.
5. Vraagt de secretaris-generaal snelle consultaties te houden met het oog op bijkomende stappen waaronder de mogelijke inzet van een VN-macht en vraagt hem binnen 24 uur te rapporteren.
6. Dringt er bij alle betrokkenen op aan dat de VN-waarnemers en macht hun mandaat moeten kunnen uitvoeren, en wijst op de verplichting van de lidstaten om de beslissingen van de Veiligheidsraad te aanvaarden en uit te voeren.
7. Vraagt de secretaris-generaal om de Veiligheidsraad op de hoogte te houden.

## Verwante resoluties
- Resolutie 519 Veiligheidsraad Verenigde Naties
- Resolutie 520 Veiligheidsraad Verenigde Naties
- Resolutie 523 Veiligheidsraad Verenigde Naties
- Resolutie 524 Veiligheidsraad Verenigde Naties

Lijst ·  500 ·  501 ·  502 ·  503 ·  504 ·  505 ·  506 ·  507 ·  508 ·  509 ·  510 ·  511 ·  512 ·  513 ·  514 ·  515 ·  516 ·  517 ·  518 ·  519 ·  520 ·  521 ·  522 ·  523 ·  524 ·  525 ·  526 ·  527 ·  528